# 検察審査員
検察審査員（けんさつしんさいん）とは、検察審査会の職務に携わるメンバーのこと。
この記事では、条名は、特に断りがない限り検察審査会法のものである。

## 概要
司法に一般国民の常識を反映させるという目的で、検察審査会の職務に携わる。
一つの検察審査会では11名の検察審査員によって構成される。審査員が欠けた場合に備えて、補充員が存在する。

## 資格
資格（法第4条・公職選挙法第9条）
- 当該検察審査会の管轄区域内の衆議院議員の選挙権を有する者

欠格事由（法第5条・公職選挙法第11条・政治資金規正法第28条）
- 義務教育を修了しない者[1]
- 一年以上の懲役又は禁錮以上の刑に処せられた者[2]
- 一年未満の懲役又は禁錮に処せられて刑期満了していない者（執行猶予除く）
- 公職在任中に犯した収賄罪、斡旋利得罪で有罪となり選挙権停止中の者
- 選挙違反、政治資金規正法違反で有罪となり選挙権停止中の者

就職禁止事由（法第6条・天皇の退位等に関する皇室典範特例法附則第4条及び第5条）
- 天皇[3]、皇后[3]、太皇太后[3]、皇太后[3]、皇嗣[3]、上皇[3]及び上皇后[3]、
- 国務大臣
- 裁判官
- 検察官
- 会計検査院検査官
- 裁判所の職員（非常勤を除く）
- 法務省の職員（非常勤を除く）
- 国家公安委員会委員及び都道府県公安委員会委員並びに警察職員（非常勤を除く）
- 司法警察職員としての職務を行う者
- 自衛官
- 地方自治体の首長
- 弁護士（外国法事務弁護士を含む）
- 弁理士
- 公証人
- 司法書士

## 職務停止・職務除斥事由・辞退事由
職務停止（法第17条）
- 禁錮以上の刑に当たる罪につき起訴され、その被告事件の終結に至らない者
- 逮捕又は勾留されている者

職務除斥事由（法第7条）
- 被告人・被害者の関係者
- 事件関与者など

辞退事由（法8条）
- 70歳以上
- 国会議員又は地方議会議員（会期中に限定）
- 国又は地方公共団体の職員及び教員
- 学生及び生徒
- 過去5年以内に検察審査員に従事した者
- 過去5年以内に裁判員に従事した者
- 過去3年以内に選任予定裁判員であった者
- 過去1年以内に裁判員候補者として裁判員等選任手続の期日に出頭したことがある者
- 重い疾病、海外旅行その他やむを得ない事由があって、検察審査会から職務を辞することの承認を受けた者

## 任期
検察審査員候補者は各検察審査会ごとに第一群から第四群までの四群に分けられる（法第9条第2項）。任期は6ヶ月である（法第14条）。
第一群
- 任期 - 2月1日から7月31日まで
- 選出 - 前年12月28日まで
- 人数 - 名簿100人から検察審査員及び補充員を各5人

第二群
- 任期 - 5月1日から10月31日まで
- 選出 - 3月31日まで
- 人数 - 名簿100人から検察審査員及び補充員を各6人

第三群
- 任期 - 8月1日から翌年1月31日まで
- 選出 - 6月30日まで
- 人数 - 名簿100人から検察審査員及び補充員を各5人

第四群　
- 任期 - 11月1日から翌年4月30日まで
- 選出 - 9月30日まで
- 人数 - 名簿100人から検察審査員及び補充員を各6人

## 選出等
各検察審査会の管轄地域の衆議院議員の選挙権を有する国民の中から、くじで無作為に選出される（法第4条）。検察審査員・補充員あわせて全国で年間約7300人が選出されており、検察審査員・補充員に選ばれる確率は1年あたり全有権者の約1万4000人に1人（0.007%）である。

### 前段階
市町村の選挙管理委員会は選挙人名簿に登録されている者の員数を、8月15日までに、管轄の検察審査会事務局に通知しなければならない（検察審査会法施行令第2条）。
当該検察審査会の管轄区域内の市町村に割り当てるにあたって、検察審査員候補者の総員数400人のうち、まず1人ずつを各市町村に割り当て、その残員数は各市町村の選挙人名簿被登録者の数の当該検察審査会の管轄区域内における選挙人名簿被登録者の総数に対する割合に応じて、これを各市町村に割り当てる。ただし1人に満たない端数を生じた時は、候補者の総員数が400人に満ちるまで、端数の大なる市町村から順次に、これを1人に切り上げるものとする（検察審査会法施行令第3条第1項）。
割り当てられた員数の群別を定めるには、市町村ごとに割当総数を四分して第一群から第四群までに分別する。一の市町村の割当総数が4人に満たない時、及び四分して4人に満たない端数を生じた時は、これを各別に第一群から第四群までのいずれかの群に属させるものとする（検察審査会法施行令第3条第2項）。ただし、やむを得ない事情がある時は、群別の規定にかかわらず適当な標準によつて割り当てることができる（検察審査会法施行令第3条第3項）。
検察審査会事務局長は毎年9月1日に市町村の選挙管理委員会に通知する（法第9条）。

### 市町村の選挙管理委員会段階におけるくじによる選出
通知を受けた市町村の選挙管理委員会は衆議院議員の選挙権を有する者として選挙人名簿に登録されている者の中から、各検察審査会ごとに第一群から第四群までの四群に分けられた各100人の計400人の検察審査員候補者予定者をくじで選定した「検察審査員候補者予定者名簿」を調製する（法第10条）。
市町村の選挙管理委員会は通知を受けた年の10月15日までに「検察審査員候補者予定者名簿」を管轄検察審査会事務局に送付しなければならない（法第11条）。
検察審査員候補者の予定者が死亡したこと又は衆議院議員の選挙権を有しなくなった時は、市町村の選挙管理委員会が検察審査員候補者予定者名簿を送付した検察審査会事務局に通知する（法第12条）。

### 検察審査会事務局段階におけるくじによる選出
市町村の選挙管理委員会から検察審査員候補者予定者名簿を送付された検察審査会事務局長は検察審査員候補者名簿を調製する（法12条の2）。
検察審査会事務局長は検察審査員候補者名簿に記載をされた者に検察審査員候補者名簿に記載された旨を通知しなければならない（法12条の2）。
検察審査員候補者について、欠格事由・就職禁止事由・辞退事由に該当するかどうかについての検察審査員候補者に質問票を用いて必要な質問をしたり、公務所又は公私の団体に照会して必要な事項の報告を求めたりして、検察審査会の判断に資する事情を調査をしなければならない（法第12条の3・法第12条の4・法第12条の6）。検察審査員候補者は法第8条が規定する辞退事由に該当する者は、検察審査会に対し、検察審査員又は補充員となることについて辞退の申出をすることができる（法第12条の5）。検察審査員候補者は欠格事由・就職禁止事由・辞退事由に該当する場合は、書面で申し出なければならない（検察審査会法施行令第12条）。
欠格事由・就職禁止事由・辞退事由に該当した場合は、検察審査員候補者名簿から消除される（法第12条の7）。
検察審査会事務局長は検察審査員候補者名簿から検察審査員及び補充員をくじで選定しなければならない（法第13条第1項）。選定の際には地方裁判所の判事及び地方検察庁の検事の各一人の立会いを必要とし、立会いをした者は検察審査員及び補充員の選定の証明をしなければならない（法第13条第2項）。

### 宣誓
法14条が規定する各群の検察審査員及び補充員のいずれかの任期が開始した時に開かれる検察審査会議の開会前に検察審査員及び補充員は検察審査員及び補充員の権限、義務その他必要な事項について地方裁判所長又は地方裁判所支部に勤務する裁判官から説明され、良心に従い公平誠実にその職務を行うべきことを誓う旨を記載した宣誓書により宣誓をし、宣誓書に署名押印しなければならない（法第16条）。

### 検察審査会長段階におけるくじによる選出
検察審査会長が存在する場合において、検察審査員が欠けた時、検察審査員の職務執行を停止された時、検察審査員が会議期日に出頭しない時、除斥の議決があった時は、検察審査会事務官の立会をもって補充員の中からくじで補欠の検察審査員（除斥の場合は臨時に検察審査員の職務を行う者）を選定しなければならない（法第18条・法第25条）。
検察審査員又は補充員が欠けた場合において、検察審査会長は検察審査員及び補充員の員数の合計が22人を超えない範囲で、必要と認める員数の補充員（追加補充員）を選定することができる（法第18条の2第1項）。追加補充員の選定は、各群における検察審査員及び補充員の任期並びにその欠けた数を考慮して、適時に行わなければならない（検察審査会法施行令第11条の2）。欠けた検察審査員又は補充員が属する群の検察審査員候補者の中から検察審査会事務局長がくじで行う（法第18条の2第2項）。
検察審査会長は補充員の選定において検察審査員の欠格事由に該当した補充員を被選定者から除かなければならない（検察審査会法施行令第13条）。
検察審査会事務官は、補欠の検察審査員又は臨時に検察審査員の職務を行う者が選定された時は、その選定に立ち会った検察審査会事務官は、選定録を作らなければならない（検察審査会法施行令第15条）。

### 除斥
検察審査会長は検察審査員に対し被疑者の氏名、職業及び住居を告げ、法第8条が規定する除斥事由があるかないかを問わなければならない（法第34条第1項）。 
検察審査員は、除斥事由がある場合は除斥事由がある申立をしなければならない（法第34条第2項）。
除斥事由があるとする時は、検察審査会議は当該検察審査員に対して、除斥の議決をしなければならない（法第34条第3項）。

## 義務
法第43条・第44条により、以下の義務がある。
出席義務
検察審査会を正当な理由なく欠席することは禁止され、10万円以下の過料が科せられる。
不出頭を理由に過料を科した例は8件あるが、1971年を最後に過料を科した例はない。
守秘義務
審査された事件から得られた情報を、他に漏らすことは終生禁止されている。職務上の秘密を漏洩した場合は6年以下の懲役または50万円以下の罰金を科せられる。
守秘義務に違反して罰則を科せられた例はないが、1965年に「会議模様を漏らした」秘密漏えい容疑で訴追対象となるも不起訴処分になった1例がある。

## 検察審査会長

### 選出等
審査員又は補充審査員の任期が開始した時は、その都度速やかに検察審査会議を開き、検察審査会長を互選しなければならない（法第15条第1項）。この場合において、検察審査会長が互選されるまでは、検察審査会事務局長が検察審査会長の職務を行う（法第15条第1項）。
検察審査会長に事故のある時は予め検察審査会の定める順序により他の検察審査員が臨時に検察審査会長の職務を行う（法第15条第5項）。
検察審査会長が欠け、又は職務の執行を停止された場合、検察審査会事務局長が検察審査会長の職務を行い、速やかに検察審査会議を開いて検察審査会長を互選しなければならない（法第15条第4項）。
任期は法第14条に規定する各群の検察審査員及び補充員の任期が終了する日までとする（法第15条第3項）。 

### 職務
事務掌理・指揮監督
検察審査会の事務を掌理し、検察審査会事務官を指揮監督する（法第15条第2項）。
事件ごとに委嘱された審査補助員（弁護士の中から選出）を指揮監督する（法第39条の2）。
検察審査会議
検察審査会議の議長を務める（法第15条第2項）。特に必要があると認める時は、いつでも検察審査会議を招集することができる（法第21条）。検察審査員及び補充員全員に対して検察審査会議の招集状を発する（法第22条）。
申立による審査の順序は審査申立の順序によるが、特に緊急を要するものと認める時は職権でその順序を変更することができる（法第33条）。
検察審査員に対し被疑者の氏名、職業及び住居を告げ、その職務の執行から除斥される理由があるかないかを問わなければならない（法第34条）。
「検察官の公訴を提起しない処分の当否の審査に関する事項」に関する会議録について署名押印しなければならない（検察審査会法施行令第27条）。
補欠の検察審査員又は追加補充員を選定
検察審査員が欠けた時、又は職務の執行を停止された時、検察審査員が会議期日に出頭しない時、除斥の議決があった時は、検察審査会事務官の立会を以て補充員の中からくじで補欠の検察審査員（除斥の場合は臨時に検察審査員の職務を行う者）を選定しなければならない（法第18条・法第25条）。